# Italians (film)
Italians è un film italiano del 2009 diretto da Giovanni Veronesi e interpretato da Carlo Verdone, Sergio Castellitto, Riccardo Scamarcio, Ksenia Rappoport e Dario Bandiera, che si sviluppa in due distinti episodi.
Il film, riconosciuto come d'interesse culturale nazionale dalla Direzione Generale per il Cinema del Ministero per i Beni e le Attività Culturali italiano, si propone di raccontare in maniera ironica e parodistica i vizi e le virtù tipici degli italiani all'estero, in particolare nelle località di Dubai e San Pietroburgo.
Il titolo del film riprende una identica definizione del giornalista e scrittore Beppe Severgnini, che, come appare scritto nei titoli, ne ha concesso l'utilizzo.

## Trama

### Primo episodio
(Frase tratta dal New York Times che dà il titolo al primo episodio)

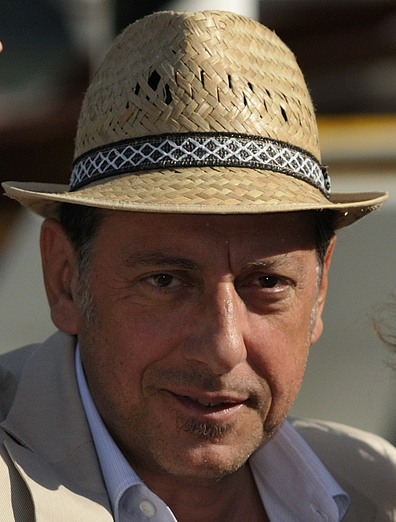
Sergio Castellitto, qui fotografato al Festival di Cannes del 2009, è uno dei due principali interpreti del primo episodio

Fortunato Polidori è un camionista specializzato nel trasporto di veicoli di lusso, in particolare Ferrari, dall'Italia verso i Paesi arabi del Golfo Persico, in particolare a Dubai. Stanco di una vita lontana da casa, che lo costringe a vedere poco la figlia, Fortunato comunica al suo principale, il signor Roviglione, l'intenzione di lasciare l'incarico ed andare in pensione. Come suo sostituto viene scelto il giovane Marcello, che accompagna Fortunato nel suo ultimo viaggio in modo che esso possa insegnargli i segreti del mestiere. Durante il viaggio, però, Fortunato gli rivela che tutta l'attività è illegale: le Ferrari sono rubate, i passaporti sono falsi e loro due dovranno far credere di essere un padre ed un figlio inglesi.
Fortunato conosce ormai molto bene usi e abitudini del paese arabo, in cui è riuscito a superare la diffidenza degli abitanti ed a farsi vari amici. Marcello, che invece non conosce tali usanze, rischia più volte di mettere a repentaglio il viaggio: prima viene scoperto dalla polizia locale con una rivista pornografica, vietatissima nel mondo islamico, e poi entra in conflitto con Ahmed, un pastore amico di Fortunato che ha una figlia, Haifa, che da piccola è rimasta gravemente ustionata al viso. I due riescono comunque ad arrivare a Dubai e consegnano le auto al signor Vandenheim, proprietario olandese di un autosalone nel quale si trova anche un pilota inglese che dovrà partecipare, il giorno dopo, ad una gara tra auto di lusso, occasione di ricche scommesse. Conclusa la loro missione e incassati i soldi, Fortunato e Marcello decidono di spassarsela, assieme a due prostitute, in un locale.
Qui il pilota inglese prende in giro i protagonisti in modo razzista e Fortunato, offeso, lo picchia, scatenando una rissa a seguito della quale i due finiscono in prigione. Vandenheim li libera, pagando la cauzione, ma in cambio uno dei due dovrà partecipare alla gara al posto del pilota inglese messo fuori combattimento nella rissa.
Fortunato, quando scopre che il premio per vincitore della gara consiste in 30.000 dollari, si offre volontario, partecipa alla gara e riesce a vincere. Durante il viaggio di ritorno i due decidono di donare il denaro ad Ahmed affinché possa far operare la figlia.
Mentre sono sulla nave diretta verso l'Italia, Marcello rivela la sua vera identità: egli è in realtà un agente dell'Interpol di nome Walter Lo Russo, infiltrato per smascherare il traffico di auto rubate, e comunica a Fortunato di doverlo arrestare e di aver già arrestato e fatto incarcerare Roviglione. Poco dopo Walter, però, si rende conto di essersi comunque affezionato a Fortunato durante il viaggio, così decide di permettergli di fuggire: dopo avergli raccontato di averlo sognato mentre scappava nel deserto alla guida di una Ferrari, si allontana per prendersi un caffè, quindi Fortunato, rimasto solo, ne approfitta e si getta in mare.

### Secondo episodio
(Frase tratta da una T-shirt che dà il titolo al secondo episodio)

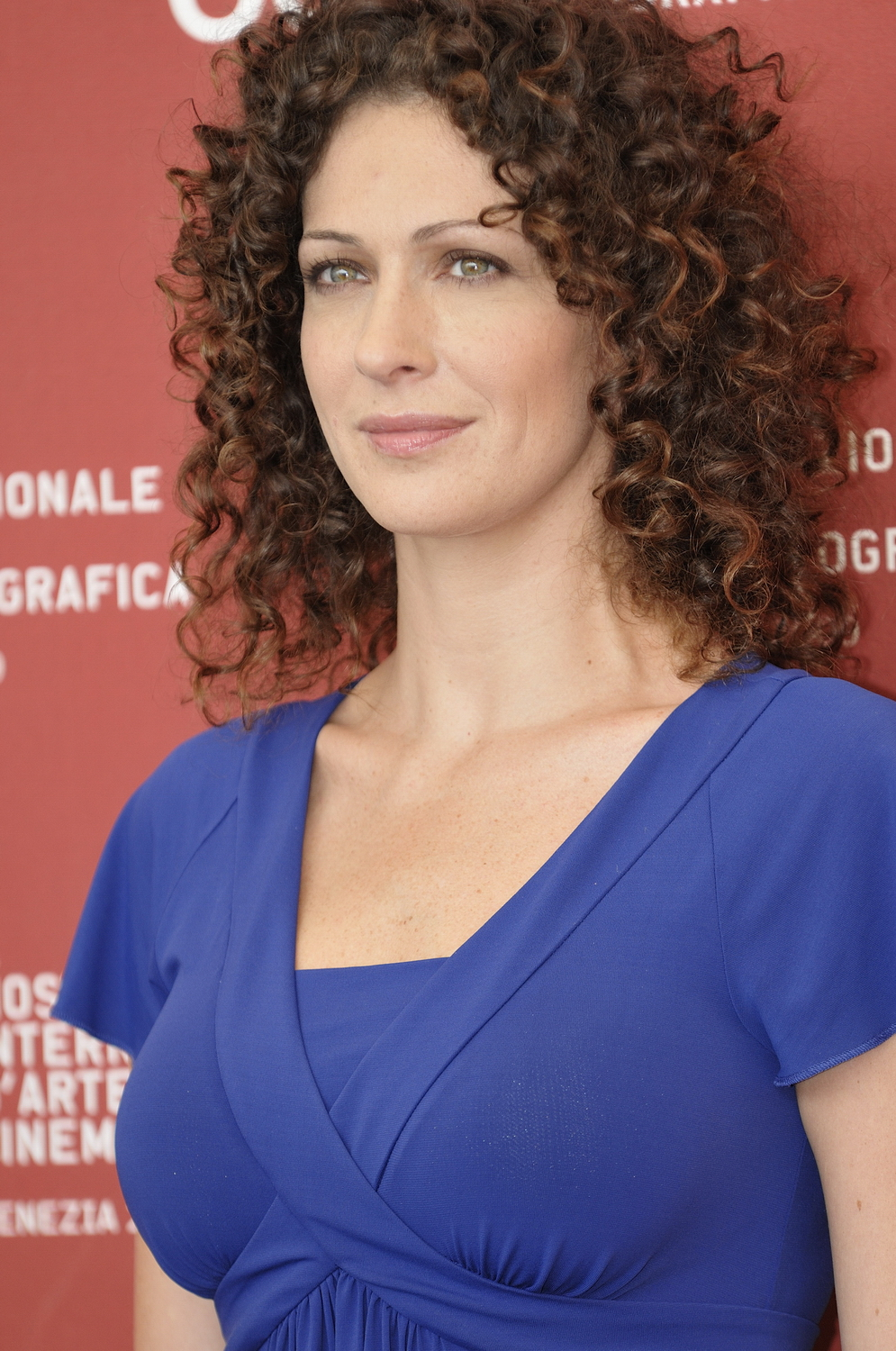
L'attrice russa Ksenia Rappoport, qui fotografata alla Mostra del Cinema di Venezia del 2009, è una delle principali interpreti del secondo episodio

Il dottor Giulio Cesare Carminati è un affermato dentista romano che deve recarsi a San Pietroburgo per un convegno medico, che lui stesso ha organizzato ma al quale non vorrebbe più partecipare a causa della depressione in cui è caduto da quando la moglie l'ha lasciato dopo aver scoperto che non avrebbero potuto avere figli. A seguito delle insistenze del suo collega di studio Fausto De Simone, finisce per incontrare Vito Calzone, un esuberante siciliano che vive a San Pietroburgo e organizza incontri tra uomini italiani e belle donne del posto.
Una volta arrivato in Russia, Carminati, seguendo senza molta convinzione le vaghe indicazioni di Calzone, avvicina una donna, la quale però reagisce inviperita, quindi il medico capisce di essere caduto in un equivoco. Il giorno dopo Carminati scopre che in realtà tale donna è Vera, l'interprete che gli organizzatori del convegno gli avevano destinato, la quale si vendica facendogli fare una figuraccia durante una cena di gala, per poi confessargli di averlo volutamente messo in ridicolo. Consapevoli entrambi di essersi comportati male, i due si chiedono scusa, si perdonano a vicenda ed entrano in reciproca simpatia.
Una sera Carminati viene trascinato da Calzone ad una festa nella fastosa casa del magnate russo Vladimir Kabajenko, suo amico; durante la serata viene adescato da una prostituta, che si rivela dedita a pratiche sadomaso. Carminati riesce a sfuggire alle violente attenzioni della donna tramortendola, ma intanto Kabajenko ha scoperto che la figlia ha un amante, cosa per lui intollerabile. Sotto tortura, Calzone dice che l'amante è Carminati, quando in realtà si tratta proprio dello stesso Calzone. I due devono quindi scappare dai sicari armati di Kabajenko; durante la fuga Calzone rimane ferito ed ordina a Carminati di mettersi in salvo, poco prima di venire scoperto ed ucciso brutalmente a colpi di pistola. Carminati riesce a fuggire telefonando a Vera, che lo recupera e lo nasconde presso un orfanotrofio che gestisce assieme alla sorella, in un piccolo centro fuori città.
Qui Carminati, nonostante la barriera linguistica, instaura un intenso ed affettuoso rapporto con i bambini orfani. Dopo qualche tempo scopre da Vera che Kabajenko è stato arrestato, quindi, non essendo più in pericolo, si prepara per tornare in Italia. Durante il percorso, però, il dottore cambia idea e decide di rimanere lì, dove ha trovato l'affetto di Vera e dei piccoli, ai quali insegna ironicamente le abitudini ed i dialetti italiani.

## Accoglienza

### Incassi
Il film ha realizzato in Italia 12150000 € secondo i dati Cinetel.
È il film italiano di maggior successo dal 1º gennaio al 14 giugno 2009: quasi 2 milioni di spettatori, al 2º posto nella classifica generale dopo Angeli e demoni (USA), pur avendo avuto un cauto lancio pubblicitario.

### Critica
In generale il film ebbe una buona accoglienza, a parte le osservazioni su un uso eccessivo di product placement. È stato definito come "una commedia che insegue il successo di «Manuale d'amore» e di «Che ne sarà di noi» e racconta, tra risate e lacrime, vizi e virtù patrie". Buone valutazioni anche sugli attori con "Castellitto al vertice del suo talento eclettico, Scamarcio sempre più convincente ed un gran talento della Rappoport. Siamo nel cinema di consumo, se volete, ma di rispettabile qualità". Più articolato il giudizio di Maurizio Cabona: "Per gli odierni mezzi di Cinecittà, Italians di Giovanni Veronesi è un kolossal. Ma che piccola figura fa il suo finanziarsi accatastando sfrontate, insistite pubblicità! Il cinema italiano è così: o lo stile pauperistico, detto «due stanze e cucina», o belle riprese in esterni e all'estero, rese insopportabili dai colori da cartolina e dal vedere più marchi". È stato anche richiamato "il modello dei film ad episodi, concepiti come platea per gli assoli degli attori" secondo una ispirazione che si rifà " un po' a Monicelli ed un po' a Scola".

## Riconoscimenti
- Nastri d'argento 2009
  - Migliore colonna sonora